# Mars 1791
Cette page présente les faits marquants du mois de mars 1791.

## Événements

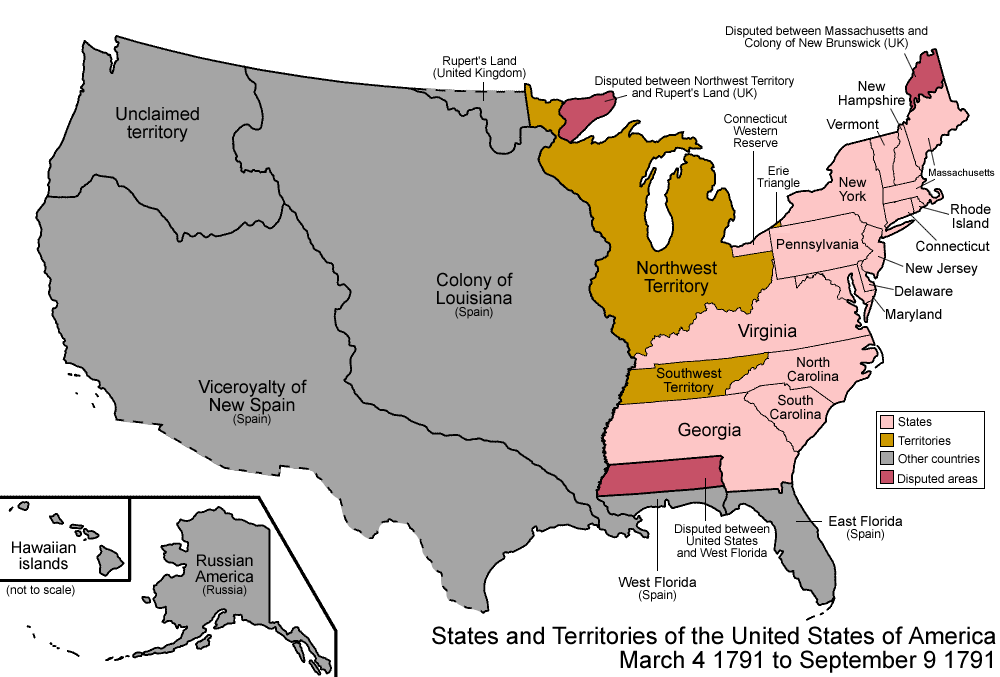
4 mars - 9 septembre 1791

- Supplex libellus Valachorum. Les Roumains de Transylvanie, en prévision de la convocation de la Diète, réclament l’égalité des droits civils et politiques pour la Nation roumaine[1]. Remis à l’empereur Léopold II en mars, le mémoire est renvoyé par Vienne à la Diète de Klausenburg (Cluj) qui le rejette avec indignation.

- 2 et 17 mars, France : la loi d'Allarde supprime les corporations et proclame le principe de la liberté du travail, du commerce et de l'industrie.

- 4 mars : le Vermont ratifie la Constitution des États-Unis et devient le 14e État des États-Unis[2].

- 7 mars, troisième guerre du Mysore : en Inde, le gouverneur britannique Cornwallis s'empare de Bangalore ; la forteresse tombe le 21[3].

- 9 mars, États-Unis : Pierre Charles L'Enfant, choisi par George Washington, arrive à Georgetown et commence à établir les plans de la future capitale.

- 10 mars : bulle Quod Aliquantum : le pape repousse la Constitution civile du clergé et rappelle à Louis XVI le serment du sacre.

- 13 mars, États-Unis : Thomas Paine publie la première partie de Rights of Man[4], ouvrage qui prend la défense de la Révolution française contre les attaques d'Edmund Burke contenues dans son livre Réflexions sur la Révolution de France[5].

- 15 mars : rupture des relations diplomatiques de la France avec le Saint-Siège. Le nonce à Paris est rappelé en juin.

- 18 mars, États-Unis : fondation de Troy (New York)[6].

## Naissances
- 9 mars : Nicolas-Prosper Levasseur, chanteur d'opéra.

## Décès
- 2 mars : John Wesley, prêtre anglican britannique (° 17 juin 1703).
- 20 mars : Abraham Darby III, maître de forges et quaker britannique (° 1750).